# Eva Carrière
Pour les articles homonymes, voir Béraud et Carrière.
Eva Carrière, ou Eva C, de son vrai nom Marthe Béraud, née le 21 mai 1884 à Alger (alors en Algérie française) et morte le 6 décembre 1969 à Saint-Cloud, est une médium et spiritiste française.

## Biographie
Elle se fait connaître par sa capacité prétendue à produire des ectoplasmes, une substance de nature inconnue sortie de la bouche ou d'autres orifices de son corps, comme le nez et les oreilles. 
Ses séances font l'objet d'étude, notamment d'Arthur Conan Doyle, qui se dit convaincu, et de Harry Houdini, qui affirme qu'elle utilise des trucages. Par la suite d'autres chercheurs ont également conclu au caractère frauduleux de ces séances,,,.